# Béboto
Béboto – miasto w Czadzie, w regionie Logone Oriental, departament Pendé; 5432 mieszkańców (2005), położone w południowej części kraju.